# Ne m'envoyez pas de fleurs
Pour plus de détails, voir Fiche technique et Distribution.
Ne m'envoyez pas de fleurs (Send Me No Flowers) est un film américain de Norman Jewison, sorti en 1964.

## Synopsis
George Kimball est un hypocondriaque qui entend par erreur son docteur parlant de la mort imminente d'un patient. Se croyant être la pauvre victime, Kimball demande l'aide de son voisin et ami, Arnold Nash, afin de trouver un nouveau mari pour sa femme Judy qui sera bientôt veuve. Nash, malheureusement, n'est pas d'une grande aide car il se noie dans l'alcool pour oublier son propre échec financier.
Alarmée par le comportement de plus en plus étrange de son mari, Judy Kimball devient encore plus frustrée quand un vieil amant réapparaît dans sa vie et que son mari la pousse dans ses bras...

## Fiche technique
- Titre : Ne m'envoyez pas de fleurs
- Titre original : Send Me No Flowers
- Réalisation : Norman Jewison
- Scénario : Julius J. Epstein d'après la pièce Send Me No Flowers: A Comedy in Three Acts de Norman Barasch et Carroll Moore
- Production  : Harry Keller et Martin Melcher
- Société de production : Universal Pictures et Martin Melcher Productions
- Musique : Frank De Vol
- Photographie : Daniel L. Fapp
- Montage : J. Terry Williams
- Direction artistique : Robert Clatworthy et Alexander Golitzen
- Décorateur de plateau : John P. Austin, Oliver Emert et John McCarthy Jr.
- Costumes : Jean Louis
- Pays d'origine : États-Unis
- Format : Couleur (Technicolor)  - Son : Mono (Westrex Recording System)
- Genre : Comédie romantique
- Durée : 100 minutes
- Dates de sortie :
  - États-Unis : 14 octobre 1964
  - France : 20 janvier 1965

## Distribution
- Rock Hudson  (V.F : Andre Falcon) : George Pommerton (« Paterson » en VF) Kimball
- Doris Day  (V.F : Claire Guibert) : Judy Heppleway-Kimball
- Tony Randall (V.F : Georges Riquier) : Arnold Nash
- Paul Lynde (V.F : Jacques Beauchey) : M. Akins
- Hal March  (V.F : Roger Rudel) : Winston « Winnie » Burr
- Edward Andrews  (V.F : Richard Francoeur) : le docteur Ralph Morrissey
- Patricia Barry (V.F : Sylvie Deniau) : Linda
- Clint Walker  (V.F : Jean-Pierre Duclos) : Bert « Bertie » Power
- Clive Clerk : Vito
- Dave Willock (V.F : Jacques Dynam) : Milkman Ernie (« Charlie » en VF)
- Aline Towne (V.F : Sylvie Deniau) : Cora (« Marge » en VF)
- Helene Winston (V.F : Paule Emanuele) : Woman Commuter
- Christine Nelson : la domestique
- Tommy Cook : Paul Pendergrass
- Herb Vigran (V.F : René Lebrun) : la voix-off de l'annonceur TV